# Attacobius carranca
Attacobius carranca là một loài nhện trong họ Corinnidae.
Loài này thuộc chi Attacobius. Attacobius carranca được miêu tả năm 2005 bởi Bonaldo & Antonio D. Brescovit.